# Hawaii Five-O (televíziós sorozat, 1968)
A Hawaii Five-O (stilizálva: Hawaii Five-0) egy népszerű, hosszú ideig futó tévésorozat volt, amelyet Leonard Freeman készített az amerikai CBS csatorna számára és 1968. szeptember 20.-tól 1980. április 5.-ig vetítették. A műsorban a hawaii rendőrség kalandjait lehet nyomon követni. Mint bármelyik rendőrös sorozatban, itt is elkapják a bűnözőket, illetve börtönbe zárják őket. A későbbi évadokban új szereplők csatlakoztak az epizódokhoz. A műsor 12 évadot élt meg 279 epizóddal. Pályafutása alatt kultikus státuszt ért el. 2010-ben "remake"-elték, újból forgatták a Hawaii Five-O-t. Magyarországra az eredeti sorozat sosem jutott el, viszont a remake-et itthon is sugározzák a tévécsatornák.

## Kapcsolódó szócikk
- Hawaii Five-0